# Ronde van San Luis 2014
De 8e editie van de Ronde van San Luis was een wielerwedstrijd met de start op 20 januari 2014 vanuit San Luis naar de finish op 26 januari 2014 in Terrazas del Portezuelo. De ronde maakte deel uit van de UCI America Tour 2014, in de wedstrijdcategorie 2.1. De titelverdediger was de Argentijn Daniel Díaz. Dit jaar won de Colombiaanse klimmer Nairo Quintana.

## Deelnemers

### Ploegen
| WorldTour               | ProContinentaal              | Continentaal                                     | Nationale selectie |
| ----------------------- | ---------------------------- | ------------------------------------------------ | ------------------ |
| AG2R La Mondiale        | Androni Giocattoli           | Jamis-Hagens Berman                              | Argentinië         |
| Astana                  | Colombia                     | Clube DataRo de Ciclismo-Bottecchia              | Cuba               |
| BMC Racing Team         | Bretagne-Séché Environnement | San Luis Somos Todos (winnaar ploegenklassement) | Uruguay            |
| Cannondale              | Novo Nordisk                 | Buenos Aires Provincia                           | Chili              |
| Garmin Sharp            | Unitedhealthcare Pro Cycling |                                                  |                    |
| Katjoesja               |                              |                                                  |                    |
| Lampre-Merida           |                              |                                                  |                    |
| Lotto-Belisol           |                              |                                                  |                    |
| Team Movistar           |                              |                                                  |                    |
| Omega Pharma-Quick-Step |                              |                                                  |                    |
| Orica-GreenEdge         |                              |                                                  |                    |
| Trek Factory Racing     |                              |                                                  |                    |

### Startlijst

#### San Luis Somos Todos
| Rugnummer | Naam               | Prestaties | Opmerkingen             | Eindklassering |
| --------- | ------------------ | ---------- | ----------------------- | -------------- |
| 1         | Daniel Díaz        |            |                         | 41e            |
| 2         | Jorge Giacinti     |            |                         | 62e            |
| 3         | Leandro Messineo   |            | Niet gestart: 2e etappe | DNF            |
| 4         | Alfredo Lucero     |            |                         | 29e            |
| 5         | Sergio Godoy       |            |                         | 3e             |
| 6         | Enzo Moyano        |            |                         | 5e             |
| 7         | Emanuel Guevara    |            |                         | 112e           |
| 8         | Christian Martínez |            |                         | 130e           |

#### AG2R La Mondiale
| Rugnummer | Naam                    | Prestaties | Opmerkingen       | Eindklassering |
| --------- | ----------------------- | ---------- | ----------------- | -------------- |
| 11        | Carlos Alberto Betancur |            |                   | 111e           |
| 12        | Rinaldo Nocentini       |            |                   | 86e            |
| 13        | Jean-Christophe Péraud  |            |                   | 54e            |
| 14        | Matteo Montaguti        |            |                   | 66e            |
| 15        | Davide Appollonio       |            | Opgave: 6e etappe | DNF            |
| 16        | Domenico Pozzovivo      |            |                   | 10e            |

#### Astana Pro Team
| Rugnummer | Naam               | Prestaties | Opmerkingen | Eindklassering |
| --------- | ------------------ | ---------- | ----------- | -------------- |
| 21        | Vincenzo Nibali    |            |             | 44e            |
| 22        | Michele Scarponi   |            |             | 23e            |
| 23        | Tanel Kangert      |            |             | 53e            |
| 24        | Mikel Landa        |            |             | 36e            |
| 25        | Fredrik Kessiakoff |            |             | 74e            |
| 26        | Alessandro Vanotti |            |             | 95e            |

#### BMC Racing Team
| Rugnummer | Naam                | Prestaties | Opmerkingen | Eindklassering |
| --------- | ------------------- | ---------- | ----------- | -------------- |
| 31        | John Darwin Atapuma |            |             | 9e             |
| 32        | Dominik Nerz        |            |             | 32e            |
| 33        | Taylor Phinney      |            |             | 53e            |
| 34        | Manuel Quinziato    |            |             | 79e            |
| 35        | Peter Stetina       |            |             | 8e             |
| 36        | Lawrence Warbasse   |            |             | 37e            |

#### Cannondale
| Rugnummer | Naam                 | Prestaties | Opmerkingen             | Eindklassering |
| --------- | -------------------- | ---------- | ----------------------- | -------------- |
| 41        | Damiano Caruso       |            | Niet gestart: 7e etappe | DNF            |
| 42        | Alessandro De Marchi |            | Niet gestart: 7e etappe | DNF            |
| 43        | Oscar Gatto          |            |                         | 96e            |
| 44        | Marco Marcato        |            |                         | 78e            |
| 45        | Moreno Moser         |            |                         | 82e            |
| 46        | Peter Sagan          |            |                         | 76e            |

#### Garmin-Sharp
| Rugnummer | Naam           | Prestaties         | Opmerkingen       | Eindklassering |
| --------- | -------------- | ------------------ | ----------------- | -------------- |
| 51        | Janier Acevedo |                    | Opgave: 3e etappe | DNF            |
| 52        | Nathan Brown   |                    |                   | 118e           |
| 53        | Tom Danielson  |                    |                   | 22e            |
| 54        | Tyler Farrar   |                    |                   | 99e            |
| 55        | Phillip Gaimon | Winnaar: 1e etappe |                   | 2e             |
| 56        | Benjamin King  |                    |                   | 38e            |

#### Katjoesja
| Rugnummer | Naam              | Prestaties | Opmerkingen       | Eindklassering |
| --------- | ----------------- | ---------- | ----------------- | -------------- |
| 61        | Joaquim Rodríguez |            |                   | 71e            |
| 62        | Giampaolo Caruso  |            |                   | 58e            |
| 63        | Alberto Losada    |            |                   | 40e            |
| 64        | Daniel Moreno     |            |                   | 77e            |
| 65        | Luca Paolini      |            | Opgave: 6e etappe | DNF            |
| 66        | Ángel Vicioso     |            |                   | 90e            |

#### Lampre-Merida
| Rugnummer | Naam                | Prestaties         | Opmerkingen | Eindklassering |
| --------- | ------------------- | ------------------ | ----------- | -------------- |
| 71        | Winner Anacona      |                    |             | 15e            |
| 72        | Damiano Cunego      |                    |             | 20e            |
| 73        | Sacha Modolo        | Winnaar: 7e etappe |             | 113e           |
| 74        | Filippo Pozzato     |                    |             | 89e            |
| 75        | Maximiliano Richeze |                    |             | 120e           |
| 76        | José Serpa          |                    |             | 26e            |

#### Lotto-Belisol
| Rugnummer | Naam                  | Prestaties | Opmerkingen       | Eindklassering |
| --------- | --------------------- | ---------- | ----------------- | -------------- |
| 81        | Sander Armée          |            |                   | 102e           |
| 82        | Tosh Van der Sande    |            |                   | 80e            |
| 83        | Kenny Dehaes          |            |                   | 128e           |
| 84        | Jurgen Van den Broeck |            |                   | 24e            |
| 85        | Jelle Vanendert       |            | Opgave: 7e etappe | DNF            |
| 86        | Frederik Willems      |            |                   | 68e            |

#### Nationale selectieArgentinië
| Rugnummer | Naam                  | Prestaties | Opmerkingen       | Eindklassering |
| --------- | --------------------- | ---------- | ----------------- | -------------- |
| 91        | Facundo Lezica        |            |                   | 105e           |
| 92        | Juan Ignacio Curuchet |            |                   | 115e           |
| 93        | Mauro Richeze         |            |                   | 132e           |
| 94        | Sebastian Trillini    |            | Opgave: 2e etappe | DNF            |
| 95        | German Tivani         |            |                   | 131e           |
| 96        | Julian Barrientos     |            |                   | 125e           |
| 97        | Emiliano Contreras    |            |                   | 124e           |
| 98        | Rubén Ramos           |            |                   | 67e            |

#### Buenos Aires Provincia
| Rugnummer | Naam               | Prestaties | Opmerkingen       | Eindklassering |
| --------- | ------------------ | ---------- | ----------------- | -------------- |
| 101       | Walter Pérez       |            |                   | 133e           |
| 102       | Marcos Crespo      |            |                   | 108e           |
| 103       | Julian Gaday       |            |                   | 135e           |
| 104       | Lucas Gaday        |            |                   | 42e            |
| 105       | Claudio Arone      |            |                   | 126e           |
| 106       | Ariel Sivori       |            |                   | 61e            |
| 107       | Sebastián Tolosa   |            |                   | 119e           |
| 108       | Santiago Espíndola |            | opgave: 1e etappe | DNF            |

#### Movistar
| Rugnummer | Naam              | Prestaties         | Opmerkingen | Eindklassering |
| --------- | ----------------- | ------------------ | ----------- | -------------- |
| 111       | Andrey Amador     |                    |             | 43e            |
| 112       | Beñat Intxausti   |                    |             | 45e            |
| 113       | Adriano Malori    | Winnaar: 5e etappe |             | 81e            |
| 114       | Nairo Quintana    | Winnaar: 4e etappe |             | 1e             |
| 115       | Pablo Lastras     |                    |             | 101e           |
| 116       | Francisco Ventoso |                    |             | 97e            |

#### Omega Pharma-Quick-Step
| Rugnummer | Naam                     | Prestaties | Opmerkingen       | Eindklassering |
| --------- | ------------------------ | ---------- | ----------------- | -------------- |
| 121       | Tom Boonen               |            |                   | 63e            |
| 122       | Gianluca Brambilla       |            |                   | 30e            |
| 123       | Alessandro Petacchi      |            | Opgave: 1e etappe | DNF            |
| 124       | Mark Cavendish           |            |                   | 91e            |
| 125       | Stijn Vandenbergh        |            |                   | 70e            |
| 126       | Guillaume Van Keirsbulck |            |                   | 123e           |

#### Orica-GreenEDGE
| Rugnummer | Naam             | Prestaties | Opmerkingen             | Eindklassering |
| --------- | ---------------- | ---------- | ----------------------- | -------------- |
| 131       | Ivan Santaromita |            |                         | 39e            |
| 132       | Jens Keukeleire  |            |                         | 65e            |
| 133       | Aidis Kruopis    |            |                         | 87e            |
| 134       | Christian Meier  |            |                         | 16e            |
| 135       | Adam Yates       |            |                         | 11e            |
| 136       | Pieter Weening   |            | Niet gestart: 7e etappe | DNF            |

#### Trek Factory Racing
| Rugnummer | Naam             | Prestaties               | Opmerkingen             | Eindklassering |
| --------- | ---------------- | ------------------------ | ----------------------- | -------------- |
| 141       | Eugenio Alafaci  |                          | Niet gestart: 6e etappe | DNF            |
| 142       | Julián Arredondo | Winnaar: 2e en 6e etappe |                         | 4e             |
| 143       | Danilo Hondo     |                          |                         | 46e            |
| 144       | Giacomo Nizzolo  | Winnaar: 3e etappe       |                         | 98e            |
| 145       | Fábio Silvestre  |                          |                         | 129e           |
| 146       | Haimar Zubeldia  |                          |                         | 17e            |

#### Androni Giocattoli
| Rugnummer | Naam               | Prestaties | Opmerkingen | Eindklassering |
| --------- | ------------------ | ---------- | ----------- | -------------- |
| 151       | Marco Frapporti    |            |             | 109e           |
| 152       | Emanuele Sella     |            |             | 28e            |
| 153       | Manuel Belletti    |            |             | 116e           |
| 154       | Patrick Facchini   |            |             | 47e            |
| 155       | Carlos José Ochoa  |            |             | 48e            |
| 156       | Gianfranco Zilioli |            |             | 19e            |

#### Bretagne-Séché Environnement
| Rugnummer | Naam              | Prestaties | Opmerkingen | Eindklassering |
| --------- | ----------------- | ---------- | ----------- | -------------- |
| 161       | Eduardo Sepúlveda |            |             | 6e             |
| 162       | Anthony Delaplace |            |             | 50e            |
| 163       | Armindo Fonseca   |            |             | 122e           |
| 164       | Clément Koretzky  |            |             | 60e            |
| 165       | Florian Guillou   |            |             | 25e            |
| 166       | Jean-Marc Bideau  |            |             | 51e            |

#### Colombia
| Rugnummer | Naam                 | Prestaties | Opmerkingen | Eindklassering |
| --------- | -------------------- | ---------- | ----------- | -------------- |
| 171       | Juan Esteban Arango  |            |             | 75e            |
| 172       | Edwin Ávila          |            |             | 27e            |
| 173       | Fabio Duarte         |            |             | 35e            |
| 174       | Leonardo Duque       |            |             | 59e            |
| 175       | Miguel Ángel Rubiano |            |             | 12e            |
| 176       | Juan Pablo Valencia  |            |             | 34e            |

#### UnitedHealthcare
| Rugnummer | Naam            | Prestaties | Opmerkingen | Eindklassering |
| --------- | --------------- | ---------- | ----------- | -------------- |
| 181       | Carlos Alzate   |            |             | 83e            |
| 182       | Isaac Bolivar   |            |             | 14e            |
| 183       | Jonathan Clarke |            |             | 104e           |
| 184       | Marc de Maar    |            |             | 7e             |
| 185       | Lucas Euser     |            |             | 13e            |
| 186       | Luke Keough     |            |             | 88e            |

#### Team Novo Nordisk
| Rugnummer | Naam                 | Prestaties | Opmerkingen       | Eindklassering |
| --------- | -------------------- | ---------- | ----------------- | -------------- |
| 191       | Kevin De Mesmaeker   |            |                   | 117e           |
| 192       | David Lozano         |            | Opgave: 6e etappe | DNF            |
| 193       | Javier Mejías        |            |                   | 49e            |
| 194       | Andrea Peron         |            |                   | 84e            |
| 195       | Martijn Verschoor    |            |                   | 94e            |
| 196       | Christopher Williams |            |                   | 127e           |

#### Jamis-Hagens Berman
| Rugnummer | Naam                    | Prestaties | Opmerkingen       | Eindklassering |
| --------- | ----------------------- | ---------- | ----------------- | -------------- |
| 201       | Juan José Haedo         |            |                   | 92e            |
| 202       | Rob Squire              |            |                   | 18e            |
| 203       | Eloy Teruel             |            | Opgave: 6e etappe | DNF            |
| 204       | Benjamin Jacques-Maynes |            |                   | 73e            |
| 205       | Gregory Brenes          |            |                   | 69e            |
| 206       | Daniel Jaramillo        |            | Opgave: 6e etappe | DNF            |

#### Clube DataRo de Ciclismo-Bottecchia
| Rugnummer | Naam             | Prestaties | Opmerkingen | Eindklassering |
| --------- | ---------------- | ---------- | ----------- | -------------- |
| 211       | Ramiro Cabrera   |            |             | 107e           |
| 212       | Cristian Da Rosa |            |             | 56e            |
| 213       | Caio Godoy       |            |             | 31e            |
| 214       | Cleberson Weber  |            |             | 21e            |
| 215       | Alcides Vieira   |            |             | 33e            |
| 216       | Thiago Rodriguez |            |             | 137e           |

#### Nationale selectieUruguay
| Rugnummer | Naam               | Prestaties | Opmerkingen       | Eindklassering |
| --------- | ------------------ | ---------- | ----------------- | -------------- |
| 221       | Matias Presa       |            | Opgave: 6e etappe | DNF            |
| 222       | Sixto Nuñez        |            |                   | 134e           |
| 223       | Richard Mascaranas |            |                   | 114e           |
| 224       | Ignacio Maldonado  |            |                   | 55e            |
| 225       | Fabricio Ferrari   |            |                   | 57e            |
| 226       | Nicolas Arachichu  |            | Opgave: 2e etappe | DNF            |

#### Nationale selectieCuba
| Rugnummer | Naam             | Prestaties | Opmerkingen       | Eindklassering |
| --------- | ---------------- | ---------- | ----------------- | -------------- |
| 231       | Yennier Lopez    |            |                   | 85e            |
| 232       | Yasmani Martinez |            |                   | 94e            |
| 233       | Leandro Marcos   |            |                   | 136e           |
| 234       | Pedro Sibila     |            | Opgave: 3e etappe | DNF            |
| 235       | Lisnandi Alonso  |            |                   | 103e           |
| 236       | Alvaro Soca      |            | Opgave: 6e etappe | DNF            |

#### Nationale selectieChili
| Rugnummer | Naam               | Prestaties | Opmerkingen | Eindklassering |
| --------- | ------------------ | ---------- | ----------- | -------------- |
| 241       | Gonzalo Garrido    |            |             | 100e           |
| 242       | Patricio Almonacid |            |             | 110e           |
| 243       | Jonathan Guzmán    |            |             | 121e           |
| 244       | Wolfgang Burmann   |            |             | 64e            |
| 245       | Adrian Alvarado    |            |             | 106e           |
| 246       | Pablo Alarcon      |            |             | 72e            |

### Deelnemers per land
| Deelnemers | Land                                                                       |
| ---------- | -------------------------------------------------------------------------- |
| 30         | Italië                                                                     |
| 27         | Argentinië                                                                 |
| 16         | Colombia                                                                   |
| 12         | Spanje, Verenigde Staten                                                   |
| 11         | België                                                                     |
| 7          | Uruguay                                                                    |
| 6          | Frankrijk, Chili, Cuba                                                     |
| 5          | Brazilië                                                                   |
| 2          | Verenigd Koninkrijk, Costa Rica, Australië, Duitsland, Nederland           |
| 1          | Slowakije, Portugal, Venezuela, Canada, Estland, Zweden, Litouwen, Curaçao |

## Etappe-overzicht
| etappe | datum      | start                | finish                  | afstand       | winnaar          | klassementsleider |
| ------ | ---------- | -------------------- | ----------------------- | ------------- | ---------------- | ----------------- |
| 1e     | 20 januari | San Luis             | Villa Mercedes          | 164 km        | Phillip Gaimon   | Phillip Gaimon    |
| 2e     | 21 januari | La Punta             | Mirador del Potrero     | 170,6 km      | Julián Arredondo | Phillip Gaimon    |
| 3e     | 22 januari | Tilisarao            | Juana Koslay            | 175,8 km      | Giacomo Nizzolo  | Phillip Gaimon    |
| 4e     | 23 januari | Potrero de los Funes | Alto del Amago          | 168,7 km      | Nairo Quintana   | Phillip Gaimon    |
| 5e     | 24 januari | San Luis             | San Luis                | 19,2 km (ITT) | Adriano Malori   | Nairo Quintana    |
| 6e     | 25 januari | Las Chacras          | Merlo (Mirador del Sol) | 184,4 km      | Julián Arredondo | Nairo Quintana    |
| 7e     | 26 januari | San Luis             | Terrazas del Portezuelo | 148,1 km      | Sacha Modolo     | Nairo Quintana    |

## Etappe-uitslagen

### 1e etappe
| San Luis - Villa Mercedes (164 km) |                    |                                     |          |
| Plaats                             | Naam               | Ploeg                               | Tijd     |
| Winnaar                            | Phillip Gaimon     | Garmin Sharp                        | 4u06'54" |
| 2                                  | Emiliano Contreras | Argentinië                          | +12"     |
| 3                                  | Marc de Maar       | Unitedhealthcare Pro Cycling        | +1'17"   |
| 4                                  | Leandro Messineo   | San Luis Somos Todos                | +1'26"   |
| 5                                  | Cristian da Rosa   | Clube DataRo de Ciclismo-Bottecchia | +3'52"   |
| 6                                  | Adrian Alvarado    | Chili                               | z.t.     |
| 7                                  | Christian Meier    | Orica-GreenEdge                     | z.t.     |
| 8                                  | Sacha Modolo       | Lampre-Merida                       | +4'35"   |
| 9                                  | Kenny Dehaes       | Lotto-Belisol                       | z.t.     |
| 10                                 | Manuel Belletti    | Androni Giocattoli                  | z.t.     |

| Algemeen klassement |                    |                                     |          |
| Plaats              | Naam               | Ploeg                               | Tijd     |
| Oranje trui         | Phillip Gaimon     | Garmin Sharp                        | 4u06'54" |
| 2                   | Emiliano Contreras | Argentinië                          | +12"     |
| 3                   | Marc de Maar       | Unitedhealthcare Pro Cycling        | +1'17"   |
| 4                   | Leandro Messineo   | San Luis Somos Todos                | +1'26"   |
| 5                   | Cristian da Rosa   | Clube DataRo de Ciclismo-Bottecchia | +3'52"   |
| 6                   | Adrian Alvarado    | Chili                               | z.t.     |
| 7                   | Christian Meier    | Orica-GreenEdge                     | z.t.     |
| 8                   | Sacha Modolo       | Lampre-Merida                       | +4'35"   |
| 9                   | Kenny Dehaes       | Lotto-Belisol                       | z.t.     |
| 10                  | Manuel Belletti    | Androni Giocattoli                  | z.t.     |

### 2e etappe
| La Punta - Mirador del Potrero (170,6 km) |                       |                              |          |
| Plaats                                    | Naam                  | Ploeg                        | Tijd     |
| Winnaar                                   | Julián Arredondo      | Trek Factory Racing          | 4u13'21" |
| 2                                         | Peter Stetina         | BMC Racing Team              | z.t.     |
| 3                                         | Nairo Quintana        | Team Movistar                | +3"      |
| 4                                         | Darwin Atapuma        | BMC Racing Team              | z.t.     |
| 5                                         | Domenico Pozzovivo    | AG2R La Mondiale             | +5"      |
| 6                                         | Haimar Zubeldia       | Trek Factory Racing          | z.t.     |
| 7                                         | Ivan Santaromita      | Orica-GreenEdge              | z.t.     |
| 8                                         | Damiano Caruso        | Cannondale                   | +8"      |
| 9                                         | Miguel Ángel Rubiano  | Colombia                     | z.t.     |
| 10                                        | Eduardo Sepúlveda     | Bretagne-Séché Environnement | z.t.     |
|                                           |                       |                              |          |
| 22                                        | Jurgen Van den Broeck | Lotto-Belisol                | +39"     |
| 25                                        | Marc de Maar          | Unitedhealthcare Pro Cycling | +49"     |

| Algemeen klassement |                       |                              |          |
| Plaats              | Naam                  | Ploeg                        | Tijd     |
| Oranje trui         | Phillip Gaimon        | Garmin Sharp                 | 8u20'34" |
| 2                   | Marc de Maar          | Unitedhealthcare Pro Cycling | +1'47"   |
| 3                   | Christian Meier       | Orica-GreenEdge              | +3'56"   |
| 4                   | Peter Stetina         | BMC Racing Team              | +4'16"   |
| 5                   | Julián Arredondo      | Trek Factory Racing          | z.t.     |
| 6                   | Darwin Atapuma        | BMC Racing Team              | +4'19"   |
| 7                   | Nairo Quintana        | Team Movistar                | z.t.     |
| 8                   | Haimar Zubeldia       | Trek Factory Racing          | +4'21"   |
| 9                   | Domenico Pozzovivo    | AG2R La Mondiale             | z.t.     |
| 10                  | Ivan Santaromita      | Orica-GreenEdge              | z.t.     |
|                     |                       |                              |          |
| 22                  | Jurgen Van den Broeck | Lotto-Belisol                | +4'55"   |

### 3e etappe
| Tilisarao - Juana Koslay (175,8 km) |                     |                              |          |
| Plaats                              | Naam                | Ploeg                        | Tijd     |
| Winnaar                             | Giacomo Nizzolo     | Trek Factory Racing          | 4u14'19" |
| 2                                   | Francisco Ventoso   | Team Movistar                | z.t.     |
| 3                                   | Tom Boonen          | Omega Pharma-Quick-Step      | z.t.     |
| 4                                   | Tyler Farrar        | Garmin Sharp                 | z.t.     |
| 5                                   | Davide Appollonio   | AG2R La Mondiale             | z.t.     |
| 6                                   | Damiano Caruso      | Cannondale                   | z.t.     |
| 7                                   | Taylor Phinney      | BMC Racing Team              | z.t.     |
| 8                                   | Juan Esteban Arango | Colombia                     | z.t.     |
| 9                                   | Edwin Ávila         | Colombia                     | z.t.     |
| 10                                  | Marc de Maar        | Unitedhealthcare Pro Cycling | z.t.     |

| Algemeen klassement |                       |                              |           |
| Plaats              | Naam                  | Ploeg                        | Tijd      |
| Oranje trui         | Phillip Gaimon        | Garmin Sharp                 | 12u34'53" |
| 2                   | Marc de Maar          | Unitedhealthcare Pro Cycling | +1'47"    |
| 3                   | Christian Meier       | Orica-GreenEdge              | +3'56"    |
| 4                   | Peter Stetina         | BMC Racing Team              | +4'16"    |
| 5                   | Julián Arredondo      | Trek Factory Racing          | z.t.      |
| 6                   | Darwin Atapuma        | BMC Racing Team              | +4'19"    |
| 7                   | Nairo Quintana        | Team Movistar                | z.t.      |
| 8                   | Haimar Zubeldia       | Trek Factory Racing          | +4'21"    |
| 9                   | Domenico Pozzovivo    | AG2R La Mondiale             | z.t.      |
| 10                  | Ivan Santaromita      | Orica-GreenEdge              | z.t.      |
|                     |                       |                              |           |
| 22                  | Jurgen Van den Broeck | Lotto-Belisol                | +4'55"    |

### 4e etappe
| Potrero de los Funes - Alto del Amago (168,7 km) |                       |                              |          |
| Plaats                                           | Naam                  | Ploeg                        | Tijd     |
| Winnaar                                          | Nairo Quintana        | Team Movistar                | 4u15'33" |
| 2                                                | Sergio Godoy          | San Luis Somos Todos         | +50"     |
| 3                                                | Darwin Atapuma        | BMC Racing Team              | +1'32"   |
| 4                                                | Enzo Moyano           | San Luis Somos Todos         | +1'39"   |
| 5                                                | Lucas Euser           | Unitedhealthcare Pro Cycling | +1'45"   |
| 6                                                | Miguel Ángel Rubiano  | Colombia                     | +2'09"   |
| 7                                                | Peter Stetina         | BMC Racing Team              | 2'46"    |
| 8                                                | Julián Arredondo      | Trek Factory Racing          | z.t.     |
| 9                                                | Gianluca Brambilla    | Omega Pharma-Quick-Step      | +3'04"   |
| 10                                               | Adam Yates            | Orica-GreenEdge              | +3'05"   |
|                                                  |                       |                              |          |
| 13                                               | Marc de Maar          | Unitedhealthcare Pro Cycling | +3'43"   |
| 31                                               | Jurgen Van den Broeck | Lotto-Belisol                | +7'26"   |

| Algemeen klassement |                       |                              |           |
| Plaats              | Naam                  | Ploeg                        | Tijd      |
| Oranje trui         | Phillip Gaimon        | Garmin Sharp                 | 16u54'41" |
| 2                   | Nairo Quintana        | Team Movistar                | +4"       |
| 3                   | Marc de Maar          | Unitedhealthcare Pro Cycling | +1'15"    |
| 4                   | Darwin Atapuma        | BMC Racing Team              | +1'36"    |
| 5                   | Sergio Godoy          | San Luis Somos Todos         | +1'45"    |
| 6                   | Enzo Moyano           | San Luis Somos Todos         | +1'51"    |
| 7                   | Lucas Euser           | Unitedhealthcare Pro Cycling | +1'57"    |
| 8                   | Miguel Ángel Rubiano  | Colombia                     | +2'18"    |
| 9                   | Peter Stetina         | BMC Racing Team              | +2'32"    |
| 10                  | Julián Arredondo      | Trek Factory Racing          | +2'47"    |
|                     |                       |                              |           |
| 24                  | Jurgen Van den Broeck | Lotto-Belisol                | +8'06"    |

### 5e etappe
| San Luis - San Luis (19,2 km (ITT)) |                  |                              |        |
| Plaats                              | Naam             | Ploeg                        | Tijd   |
| Winnaar                             | Adriano Malori   | Team Movistar                | 22'11" |
| 2                                   | Taylor Phinney   | BMC Racing Team              | +3"    |
| 3                                   | Jorge Giacinti   | San Luis Somos Todos         | +29"   |
| 4                                   | Larry Warbasse   | BMC Racing Team              | +48"   |
| 5                                   | Andrey Amador    | Team Movistar                | +52"   |
| 6                                   | Manuel Quinziato | BMC Racing Team              | +53"   |
| 7                                   | Tom Boonen       | Omega Pharma-Quick-Step      | +57"   |
| 8                                   | Danilo Hondo     | Trek Factory Racing          | +1'02" |
| 9                                   | Eloy Teruel      | Jamis-Hagens Berman          | +1'03" |
| 10                                  | Peter Sagan      | Cannondale                   | +1'05" |
|                                     |                  |                              |        |
| 70                                  | Marc de Maar     | Unitedhealthcare Pro Cycling | +2'54" |

| Algemeen klassement |                       |                              |           |
| Plaats              | Naam                  | Ploeg                        | Tijd      |
| Oranje trui         | Nairo Quintana        | Team Movistar                | 17u18'14" |
| 2                   | Phillip Gaimon        | Garmin Sharp                 | +26"      |
| 3                   | Sergio Godoy          | San Luis Somos Todos         | +2'01"    |
| 4                   | Enzo Moyano           | San Luis Somos Todos         | +2'17"    |
| 5                   | Marc de Maar          | Unitedhealthcare Pro Cycling | +2'47"    |
| 6                   | Peter Stetina         | BMC Racing Team              | +2'57"    |
| 7                   | Julián Arredondo      | Trek Factory Racing          | +2'59"    |
| 8                   | Eduardo Sepúlveda     | Bretagne-Séché Environnement | +3'13"    |
| 9                   | Darwin Atapuma        | BMC Racing Team              | +3'21"    |
| 10                  | Miguel Ángel Rubiano  | Colombia                     | +3'30"    |
|                     |                       |                              |           |
| 22                  | Jurgen Van den Broeck | Lotto-Belisol                | +7'54"    |

### 6e etappe
| Las Chacras - Merlo (Mirador del Sol) (184,4 km) |                    |                                     |          |
| Plaats                                           | Naam               | Ploeg                               | Tijd     |
| Winnaar                                          | Julián Arredondo   | Trek Factory Racing                 | 4u16'54" |
| 2                                                | Sergio Godoy       | San Luis Somos Todos                | +1"      |
| 3                                                | Nairo Quintana     | Team Movistar                       | +5"      |
| 4                                                | Cleberson Weber    | Clube DataRo de Ciclismo-Bottecchia | +9"      |
| 5                                                | José Serpa         | Lampre-Merida                       | +10"     |
| 6                                                | Domenico Pozzovivo | AG2R La Mondiale                    | +12"     |
| 7                                                | Tom Danielson      | Garmin Sharp                        | +14"     |
| 8                                                | Phillip Gaimon     | Garmin Sharp                        | z.t.     |
| 9                                                | Adam Yates         | Orica-GreenEdge                     | +30"     |
| 10                                               | Eduardo Sepúlveda  | Bretagne-Séché Environnement        | z.t.     |
|                                                  |                    |                                     |          |
| 15                                               | Sander Armée       | Lotto-Belisol                       | +47"     |
| 21                                               | Marc de Maar       | Unitedhealthcare Pro Cycling        | +1'09"   |

| Algemeen klassement |                       |                              |           |
| Plaats              | Naam                  | Ploeg                        | Tijd      |
| Oranje trui         | Nairo Quintana        | Team Movistar                | 21u35'13" |
| 2                   | Phillip Gaimon        | Garmin Sharp                 | +35"      |
| 3                   | Sergio Godoy          | San Luis Somos Todos         | +1'57"    |
| 4                   | Julián Arredondo      | Trek Factory Racing          | +2'54"    |
| 5                   | Enzo Moyano           | San Luis Somos Todos         | +2'59"    |
| 6                   | Eduardo Sepúlveda     | Bretagne-Séché Environnement | +3'38"    |
| 7                   | Peter Stetina         | BMC Racing Team              | +3'46"    |
| 8                   | Marc de Maar          | Unitedhealthcare Pro Cycling | +3'51"    |
| 9                   | Darwin Atapuma        | BMC Racing Team              | +3'52"    |
| 10                  | Domenico Pozzovivo    | AG2R La Mondiale             | +4'03"    |
|                     |                       |                              |           |
| 24                  | Jurgen Van den Broeck | Lotto-Belisol                | +9'19"    |

### 7e etappe
| San Luis - Terrazas del Portezuelo (148,1 km) |                     |                              |          |
| Plaats                                        | Naam                | Ploeg                        | Tijd     |
| Winnaar                                       | Sacha Modolo        | Lampre-Merida                | 3u13'28" |
| 2                                             | Peter Sagan         | Cannondale                   | z.t.     |
| 3                                             | Maximiliano Richeze | Lampre-Merida                | z.t.     |
| 4                                             | Mauro Richeze       | Argentinië                   | z.t.     |
| 5                                             | Jens Keukeleire     | Orica-GreenEdge              | z.t.     |
| 6                                             | Giacomo Nizzolo     | Trek Factory Racing          | z.t.     |
| 7                                             | Manuel Belletti     | Androni Giocattoli           | z.t.     |
| 8                                             | Tosh Van der Sande  | Lotto-Belisol                | z.t.     |
| 9                                             | Tom Boonen          | Omega Pharma-Quick-Step      | z.t.     |
| 10                                            | Taylor Phinney      | BMC Racing Team              | z.t.     |
|                                               |                     |                              |          |
| 16                                            | Marc de Maar        | Unitedhealthcare Pro Cycling | z.t.     |

## Eindklassementen
| Plaats      | Naam                  | Ploeg                        | Tijd      |
| ----------- | --------------------- | ---------------------------- | --------- |
| Oranje trui | Nairo Quintana        | Team Movistar                | 24u48'48" |
| 2           | Phillip Gaimon        | Garmin Sharp                 | +43"      |
| 3           | Sergio Godoy          | San Luis Somos Todos         | +2'02"    |
| 4           | Julián Arredondo      | Trek Factory Racing          | +2'54"    |
| 5           | Enzo Moyano           | San Luis Somos Todos         | +3'04"    |
| 6           | Eduardo Sepúlveda     | Bretagne-Séché Environnement | +3'43"    |
| 7           | Marc de Maar          | Unitedhealthcare Pro Cycling | +3'44"    |
| 8           | Peter Stetina         | BMC Racing Team              | +3'51"    |
| 9           | Darwin Atapuma        | BMC Racing Team              | +3'57"    |
| 10          | Domenico Pozzovivo    | AG2R La Mondiale             | +4'03"    |
| 11          | Adam Yates            | Orica-GreenEdge              | +4'35"    |
| 12          | Miguel Ángel Rubiano  | Colombia                     | +5'08"    |
| 13          | Lucas Euser           | Unitedhealthcare Pro Cycling | +6'09"    |
| 14          | Isaac Bolivar         | Unitedhealthcare Pro Cycling | +6'10"    |
| 15          | Winner Anacona        | Lampre-Merida                | +6'25     |
| 16          | Christian Meier       | Orica-GreenEdge              | +8'11"    |
| 17          | Haimar Zubeldia       | Trek Factory Racing          | +8'15"    |
| 18          | Rob Squire            | Jamis-Hagens Berman          | +8'27"    |
| 19          | Gianfranco Zilioli    | Androni Giocattoli           | z.t.      |
| 20          | Damiano Cunego        | Lampre-Merida                | +8'31"    |
|             |                       |                              |           |
| 24          | Jurgen Van den Broeck | Lotto-Belisol                | +10'12"   |

| Plaats      | Naam                  | Ploeg                        | Punten |
| ----------- | --------------------- | ---------------------------- | ------ |
| Groene trui | Julian Paulo Gaday    | Buenos Aires Provincia       | 10     |
| 2           | Juan Ignacio Curuchet | Argentinië                   | 8      |
| 3           | Sebastián José Tolosa | Buenos Aires Provincia       | 7      |
|             |                       |                              |        |
| 9           | Kenny Dehaes          | Lotto-Belisol                | 3      |
| 10          | Marc de Maar          | Unitedhealthcare Pro Cycling | 3      |

| Plaats    | Naam             | Ploeg                | Punten |
| --------- | ---------------- | -------------------- | ------ |
| Rode trui | Nairo Quintana   | Team Movistar        | 25     |
| 2         | Julián Arredondo | Trek Factory Racing  | 20     |
| 3         | Sergio Godoy     | San Luis Somos Todos | 16     |

| Plaats     | Naam                | Ploeg                               | Punten    |
| ---------- | ------------------- | ----------------------------------- | --------- |
| Witte trui | Adam Yates          | Orica-GreenEdge                     | 24u53'23" |
| 2          | Caio Godoy Ormenese | Clube DataRo de Ciclismo-Bottecchia | +10'56"   |
| 3          | Lucas Manuel Gaday  | Buenos Aires Provincia              | +16'55"   |

## Klassementenverloop
| Etappe       | Winnaar          | Algemeen klassement · | Bergklassement · | Puntenklassement · | Jongerenklassement · |
| ------------ | ---------------- | --------------------- | ---------------- | ------------------ | -------------------- |
| 1            | Phillip Gaimon   | Phillip Gaimon        | Phillip Gaimon   | Julian Paulo Gaday | Emiliano Contreras   |
| 2            | Julián Arredondo | Phillip Gaimon        | Julián Arredondo | Sebastián Tolosa   | Adam Yates           |
| 3            | Giacomo Nizzolo  | Phillip Gaimon        | Julián Arredondo | Sebastián Tolosa   | Adam Yates           |
| 4            | Nairo Quintana   | Phillip Gaimon        | Nairo Quintana   | Julian Paulo Gaday | Adam Yates           |
| 5            | Adriano Malori   | Nairo Quintana        | Nairo Quintana   | Julian Paulo Gaday | Adam Yates           |
| 6            | Julián Arredondo | Nairo Quintana        | Nairo Quintana   | Julian Paulo Gaday | Adam Yates           |
| 7            | Sacha Modolo     | Nairo Quintana        | Nairo Quintana   | Julian Paulo Gaday | Adam Yates           |
| 0Eindstanden | 0Eindstanden     | Nairo Quintana        | Nairo Quintana   | Julian Paulo Gaday | Adam Yates           |

2007 · 
2008 · 
2009 · 
2010 · 
2011 · 
2012 · 
2013 · 
2014 · 
2015 · 
2016 ·
2017
 Ronde van San Luis ·
 Ronde van Californië ·
 Philadelphia Cycling Classic ·
 Ronde van Utah ·
 USA Pro Challenge ·
 Ronde van Alberta